# Cascada de Agoyán
Cascada de Agoyán es la cascada más alta de los Andes ecuatorianos. Se encuentra aproximadamente a 7 km de la ciudad de Baños. Está formada por las aguas del río Pastaza que se hunden 61 metros en un barranco situado en la Cordillera Occidental.
En 1987, el gobierno ecuatoriano inauguró la planta hidroeléctrica de Agoyán, que ha sido parte de la red eléctrica del país desde entonces. La planta fue construida aguas arriba de la cascada, con el fin de preservarla.